# يوسف كركوش الحلي
يوسف حمادي حسين كركوش الحلي (1906 - 1990) هو مؤرخ ومؤلف وباحث وأستاذ عراقي، من مواليد مدينة الحلة، وبسبب حالته الاقتصادية لم يدخل المدارس الحكومية، عمل خياطًا في سوق الحلة، ثم درس النحو وعلوم اللغة ودرس المنطق والفلسفة على يد بعض مشايخ عصره، وفي عام 1936 عُيّن معلمًا للغة العربية في احدى مدارس الحلة حتى تقاعده عام 1963.

## مؤلفاته
1. مختصر تاريخ الحلة.
2. رأي في الإعراب.
3. تاريخ الحلة، بمجلدين.